# Maigo
Maigo (Bayan ng Maigo) är en kommun i Filippinerna. Kommunen ligger på ön Mindanao, och tillhör provinsen Lanao del Norte. Folkmängden uppgår till 17 826 invånare.
Maigo är indelat i 13 barangayer.